# Антисепса
Антисепсе, која у суштини има исти циљ као и асепса, означава, спречавање раста и размножавања микроорганизама, применом хемијски средства; на пример: октанисепта, јода, алкохола итд.

## Историја антисепсе и асепсе
Древни грчки лекари Гален (око  130–200) и Хипократ (око 400. године  п. н. е.), као и сумерске глинене плоче из 2150. године п. н. е. наводе употребу сличних техника за спречавање раста и размножавања микроорганизама, применом хемијских средства.
Средњовековни хирурзи Хју од Луке, Теодерик од Сервије и његов ученик Анри де Мондевил били су противници Галеновог мишљења да је гној важан за зарастање, што је навело древне и средњовековне хирурге да остављају гној у ранама. Насупрот Галену они су се залагали  за дренирање и чишћење ивица ране вином, превијање ране након шивања, ако је потребно и остављање завоја десет дана, све време натопљено топлим вином, пре него што се облога промени. Њиховим теоријама су се оштро супротставили галениста Ги де Шолијак и други обучени у класичној традицији.
Антисепсу, као поступак код којег се хемијским средствима уништавају сви облици микроорганизама, смањује њихов број, спречава раст и размножавање, први је увео 1867. Џозеф Листер (Joseph Lister 1827—1912). До половине 19. века, ампутација удова била је праћена смртним исходом у око са 50% случајева током постоперативног лечења.
Откриће Луја Пастера да су микроорганизми проузроковачи инфекције, Листер је њихову појаву и ширење у рани довео у везу са високим постоперативним морталитетом после ампутације удова. Након што је започео третирање ампутацијом насталих оперативних рана карболном киселином (фенолом), прање руку у 5% карболној киселини, и прскање оперативног поља истом, Листер је постигао невероватно велико снижавања инциденце сепсе.
То је био само увод у револуционарна открића у модерној антисепси, и почетак примене антисептичког рада; стерилизације инструмената, употребе хируршких рукавица и припреме пацијената и хирурга и пратећег тима за хируршке процедуре.
Асепсу као поступак код којег се искључује могућност инфекције, односно инфекцију своди на најмању могућу меру, као што то чини стерилизација инструмената врелим ваздухом, паром или кључалом водом, или употреба заштитних маски и других сличних физичких метода, и начина асептичког рада, први је увео у медицинску праксу професор хирургије у Берлину др Бергман (von Bergmamann) 1890. године. Он је сматрао да је асепса само прелазни стадијум или једна фаза у савлађивању инфекције у току операције. Тек је Schimmelbusche, Бергманов ученик, 1892. године формулисао и описао технику асепсе какву је спроводио његов учитељ. Тако је асепса изнела у први план и заменила антисептичке методе у свим клиникама света.

## Значај
Антисепсе је скуп поступака којима уништавамо клице, узрочнике инфекције, на предметима или у ткивима односно на кожи. Антисепсе има за циљ да уништи, делимично или потпуно клице, односно да их толико оштети да се онемогући развој инфекције.
Површинске инфекције оперативног поља јављају се у око 5% такозваних чистих операција. Такође инфекције су један од најчешћих разлог појаве болнички или јатрогених болести, које доводе до продужења дужине болничког лечења и боравка у јединицама интензивне неге, и увећавају за пет пута могућност поновног пријема болесника, и скоро двоструко увећавају смртност болнички лечених лица.
Ове инфекције се испољавају у периоду од 30 дана након операције и захватају само кожу и поткожно ткиво. Праћене су гнојењем, присуством бактерија у култури или постојањем једног од следећих клиничких знакова: бол или осетљивост на додир, локализован оток, црвенило и/или осећај топлоте. Најчешћи узрочници су стафилококус ауреус и коагулаза негативни стафилокок, који могу бити део нормалне флоре коже. Инфекције оперативне ране су обично полимикробног карактера и проузроковане су како аеробним тако и анаеробним микроорганизмима. Треба нагласити да све више бактерија показује резистенцију на антимикробне лекове што представља и све већи проблем у терапији.
Контаминација микроорганизмима претходи настанку површинске инфекције. Квантитативно изражено, уколико је оперативно место контаминисано са више од 105 микроорганизама по граму ткива, постоји значајан ризик за настанак инфекције. Међутим, развој инфекције је пре свега последица сложене интеракције између стања пацијента, врсте оперативне процедуре и узрочника инфекције.
Сматра се да већина микроорганизама доспева на оперативно место током извођења хируршке процедуре, мада је могућ њихов транспорт и постоперативно, било хематогено, лимфогено или директним контактом. Највећи ризик за инокулацију оперативног места микроорганизмима је у периоду између прављења оперативне инцизије и њеног затварања, а критична процедура је припрема оперативног поља. Кожа има своју сталну сапрофитном флору и сматра се да око 1.000 клица живи на 1 см² коже. Према томе, на кожи пацијента који ће бити оперисан налази се велики број микроорганизама који могу бити узрочници инфекције.
Како је пожељно да овај број микроорганизама на кожи буде што је могуће мањи, то се може постићи правилном преоперативном припремом болесника применом одговарајућих метода антисепсе, уз претходно спроведену асепсу медицинских инструмента и медицинског веша и завојног материјала. У том циљу служимо се хемијским средствима, чиме се и антисепсе разликује од асепсе, која се служи физичким методама.
Средства која користимо у антисепси углавном делују физичко-хемијски а то дејство почива на принципима осмозе, дехидрације, адсорпције, таложења беланчевина, промени киселости средине, хемијским реакцијама итд. Све ове промене неповољно утичу на живот клица те их убијају или им умањују вируленце. Тако се нпр при употреби јода као антисептика ослобађа активна супстанца јод, која има способност уништавања микроба протеина и ДНК или нпр код употребе хлорхексидин-глуконат, уништава се ћелијска мембрана бактерија.
Данас је и незамисливо радити оперативни захват без претходног хируршког прања руку посебно јаким дезинфекционим антисептичким средствима и без употребе четке. Код овог начина антисепсе најпре се ради класично хигијенско прање руку сапуном или другим средством, ради скидања површне нечистоће руку. Овај поступак је у суштини исти као и код прања руку уз коришћење четке, са тим што се дезинфекционо средство након утрљавања у кожу не испира водом, него се сачека да се у потпуности руке осуше остварујући тиме стварање посебног заштитног слоја на површини коже руку.

## Врсте антисептика
| Врсте антисептика         | Намена | Особине                                                                                |
| ------------------------- | --- | -------------------------------------------------------------------------------------- |
| Антисептици у ужем смислу | То су средства која спречавају развој микроорганизама, и делују претежно бактериостатички. на клице које се налазе на деловима тела болесника и материјалу који се употребљава у медицини.                                         | То су углавном хемијски раствори (у мањим концентрацијама), сулфонамиди и антибиотици. |
| Дезинфицијенси            | То су средства која убијају микроорганизме, и делују претежно бактерицидно. Она се обично примењују на материјалу, јер је неопходно да буду примењена у јакој концентрацији, која би оштетила ткива ако бисмо их применили на њих. | То су обично хемијски раствори у већим концентрацијама.                                |

### Хемијски антисептици
| Назив                        | Карактеристике |
| ---------------------------- | --- |
| Водоник пероксид             | У 3% раствору делује ослобађањем кисеоника (оксидацијом ) а пенушање механички испира рану (гној, страна тела) и зато се користи за испирање дубоких рана где је присутна анаеробна средина. |
| Калијум перманганат          | у јачини 0,2 до1% за дезинфекцију руку или разних екскрета ау раствору 0,1% за испирање рана, и за испирање црева, вагине, у раствору 0,02% . |
| Борна киселина               | 3-4% за испирање рана или мокраћне бешике а нешто блажи , 1-3% у оториноларингологије или офталмологији за испирање слузокоже |
| Јодна тинктура               | Примењује се као 5-10% раствор јода у алкохолу, за дезинфекцију, припрему операционог поља односно за дезинфекцију коже у околини ране. Предности су му лака примена и то што боји кожу (види се шта је дезинфиковано). Недостатак му је што може изазвати преосетљивост према јоду. |
| Јодоформ                     | Жућкасти прашак који заудара а делује ослобађајући јод. Употребљава се као импрегниран у гази за тампонаду септичких рана, а као прашак за посипање рана. |
| Хлорамин                     | Бели прашак који употребљава, у 2% раствору, за испирање инфицираних рана или слузокожа (уста, уретре или вагине) . |
| Хлорни креч                  | То је беличасти прашак, који се у раствору са 5 делова воде употребљава се за дезинфекцију излучевина (испљувак, измет). |
| Дакинов раствор              | То је раствор натријум - хипохлорита, који делује протеолизом и растапа некротична ткива. Како у гноју губи своје дејство гнојава рана мора се чешће испирати овим раствором. |
| Препарати живе               | Употребљава се у раствору 1 : 2000 до 5000 , првенствено за дезинфекцију руку, гумених инструмената, катетера . Раствори се у топлој води дестилованој и не држи се у металним судовима и не употребљава се за дезинфекцију металних инструмената . |
| Препарати сребра             | У примени је нитрат сребра, чије дејство се заснива на томе што сребро са протеинима прави чврсте талог. Употребљава се у облику штапића или у раствору 1 : 5000 за испирања слузокожа (испирање мокраћне бешике, конјуктива, усне дупље). У јачим растворима 1-2% употребљава се само у дози од неколико капи. Као раствор 0,02-0,01% служи за испирање рана или лечење опекотина.      |
| Формалдехид                  | Примењује се у облику гаса раствореног у води под називом формалин. У концентрацији од 1-3% употребљава се за дезинфекцију инструмената, рубља просторија. Специјално се користи за дезинфекцију инструмената који се не кувају. Постоје таблете које се стављају у специјалне касете, где оне ослобађају формалдехид у гасном стању, те се на тај начин врши дезинфекција инструмената. |
| Препарати акридинских боја   | У ову групу спадају Риванол, Трипафлавин, Ацрифлавин. Употребљавају се као 1% раствор за испирање рана или телесних шупљина (плућна марамица, перитонеум). |
| Кватернерне амонијумске базе | У ову групу спадају Десол, Десоген, Асепсол. То су јака средства које се користе за дезинфекцију инструмената, припрему руку хирурга и дезинфекцију операционог поља. |